# Papež Leon IX.
Papež Leon IX. ((latinsko Papa Leo Nonus) rojen kot Bruno von Egisheim-Dagsburg  (latinsko Bruno de Eguisheim-Dagsburg), je bil nemški škof, kardinal, papež in svetnik, * 21. junij 1002, Egisheim (Alzacija, Vojvodina Švabska, Sveto rimsko cesarstvo), † 19. april 1054)  Rim (Papeška država, Sveto rimsko cesarstvo; danes: Italija). 

Papež je bil od 12. februarja 1049 do svoje smrti 19. aprila 1054. 

## Življenjepis

### Izvor in vzpon
Bruno von Egisheim-Dagsburg se je rodil očetu grofu Hugu in materi Heilwigi v Egisheimu; to je grad blizu Colmarja  v Gornji Alzaciji (danes Alzacija v Franciji). Njegova družina je pripadala visokemu plemstvu, ki je dajalo državi vladarje, a Cerkvi svetnike; njegov oče je bil nečak svetorimskega cesarja Konrada II..  Njegova starša sta bila znana po pobožnosti in učenosti. 

Svojega edinca Bruna sta s petimi leti zaupala skrbi odločnega tulskega škofa Bertolda, kjer je obiskoval glasovito cerkveno šolo. Tam se je odlikoval po bistroumnosti, ljubkosti in vljudnosti. Ko je prišel nekoč domov na počitnice, ga je med spanjem napadla zverina, ki ga je tako hudo ranila, da je viselo njegovo življenje nekaj časa na nitki. Svojim prijateljem je pozneje pripovedoval, da je v videnju zagledal svetega Benedikta, ki se je dotaknil s križem njegovih ran in ga ozdravil. 

V Toulu je postal Bruno 1017 kanonik pri Sv. Štefanu, nato duhovnik, a 1026 škof. Kot škof je opravljal pomembne politične naloge v službi svojega sorodnika Konrada II., kakor tudi cesarja Henrika III.. Postal je splošno znan po svojem resnem prizadevanju za prenovo cerkvenega življenja, po dobroti do bolnikov in revežev ter po gorečnosti, s katero je širil prenovitveni duh klinijskega reda.  

Po njegovem prizadevanju je oživela redovna disciplina in duhovnost v velikih samostanih, kot so npr. Senones, Jointures, Estival, Bodonminster, Srednji-Moutier, in St. Mansu (Mansuet). On je prenovil način maševanja in preuredil cerkveno glasbo, v kateri je izredno užival. 

## Papež

### Strah pred papeško službo
Isto odposlanstvo, ki je prineslo novico o smrti Klemena II. (†9. oktobra 1047) v Nemčijo, je v teku enega leta to moralo storiti že vdrugič, ko je umrl Damaz II. († 9. avgusta 1048). V Freisingu  bivajoči cesar Henrik Črni se je takoj napotil v Worms, kamor je sklical na državni zbor cerkvene in deželne stanove, da bi se posvetoval z njimi o zasedbi papeškega prestola. Ko pa se je razširila govorica, da je že drugi nemški papež umrl nenadoma, morebiti zaradi zastrupljenja – ni bil noben nemški škof pripravljen sprejeti najvišjega cerkvenega dostojanstva. Po dolgih posvetovanjih z mnogimi, tudi izredno visoko stoječimi osebnostmi – so se zedinili za tulskega škofa Bruna, ki je najprej zaprosil za tridneven premislek. Nato je izjavil, da se je pripravljen – če ga bodo Rimljani enoglasno izvolili, - žrtvovati za dobro Cerkve. 

Kot določeni papež se je prej vrnil v svojo škofijo, da bi uredil njene zadeve. Ko jih je uredil, se je v romarski obleki poslovil od jokajočih vernikov in se odpravil na pot, kamor ga je spremljal trierski škof Eberhard, sposobni Hildebrand in nekaj služabnikov. Večinoma so hodili peš; »njihovo potovanje je bilo resnično zmagoslaven pohod krščanske ponižnosti in preprostosti, ki je bil všeč nebesom in zemlji.« Lahko se navdušujoči Italijani so jih spremljali od hriba do hriba, rimska duhovščina in ljudstvo so jim krenili naproti v svečanih oblekah. Bruno si je sezul tudi sandale in tako vstopil v Baziliko svetega Petra. Tukaj je nato izjavil, da, čeprav so ga proti njegovi volji določili za rimski sedež, je pripravljen stopiti na njegovo vznožje, toda le tedaj, če ga bodo izvolili po cerkvenopravnih predpisih; v nasprotnem primeru pa da se bo vrnil v svojo domovino. Na te besede so ga enoglasno oklicali za papeža in arhidiakon ga je razglasil za izvoljenega papeža z imenom Leon IX. 1049. leta so ga torej na Svečnico posvetili pri svetem Petru, 12. februarja pa v Lateranu ustoličili. Leon je bil tedaj star 47 let. 

### Potujoči papež
Po Damazovi smrti je svetorimski cesar Henrik Črni dolgo razmišljal, koga bi predlagal za njegovega naslednika. Slednjič se je odločil za svojega bratranca Bruna, ki je bil takrat škof v Tulu. Vodil je več sinod, vizitiral svojo škofijo, prenovil več samostanov v duhu klinijevskega obnovitvenega gibanja. V Rim je prispel v romarski obleki, s popotno palico in bos; ni hotel sprejeti imenovanja, dokler ga nista v novi službi potrdila rimska duhovščina in ljudstvo. Za papeža so ga ustoličili 12. februarja 1049 v lateranski baziliki v Rimu. 

Z njim je prišlo delo za prenovo Cerkve do polnega razcveta. Leon je ostal tesno povezan z najpomembnejšimi nosilci klinijske prenove; iz njihovih vrst si je pridobil tudi odlične sodelavce in svetovalce: kardinala Humberta de Silva Candida, Hildebranda, kasnejšega papeža Gregorja VII., Friderika iz Lotaringije, kasnejšega papeža Štefana IX., in druge. Kardinalski zbor, v katerega je povabil pomembne osebnosti, se je počasi oblikoval v mednarodno papeško posvetovalno telo. Sam je bolj malo bival v Rimu. Da bi čim bolj spoznal celotno Cerkev in jo mogel prenavljati, je opravil tri velika potovanja, ter si zaslužil naslov peregrinus apostolicus; vodil je 12 sinod v Italiji, Franciji in Nemčiji (Pavia, Reims, Mainz, Salerno, Siponto, Mantova itd.). Njegova prenovitvena prizadevanja so potekala v znamenju borbe proti nikolajevstvu, ki je tajilo Jezusovo navzočnost v evharistiji, zoper priležništvo med duhovniki in proti simoniji. 

### Papež prenovitelj
Leonov namen je bil izkoreninjenje glavnih hudin svojega časa, ki so po njegovem bile: priležništvo (oženjeni duhovniki), simonija (kupovanje in prodajanje cerkvenih služb) ter laična investitura (svetni vladarji podeljujejo klerikom cerkvene službe). Da bi dosegel te cilje, je moral Rimsko Cerkev napraviti za središče krščanske družbe in življenja. Leon je torej sklical v Rim ljudi, ki jih je spoznal po njihovih zmožnostih že kot tulski škof. Oni se niso zavedali le potrebe po izvajanju prenove, ampak so bili tudi prvovrstni učitelji in upravniki, kakor tudi možje, ki so se bili pripravljeni spoprijeti z morebitnimi težavami. Ti ljudje in njihovi pomočniki so vbrizgali novo kri v Rimsko Cerkev. Lev je tudi ohranjal redne stike z drugimi vodilnimi cerkvenimi ljudmi, kot sta bila Peter Damiani in Hugo Veliki , ki sta v moči svojega slovesa uveljavljala velik vpliv na svojo neposredno okolico in tako pripravljala pot za sprejem ukrepov, ki bodo prenovili krščansko družbo. 

Mnogi zaradi simonije odstavljeni kleriki so prišli v Rim in prosili za odpuščanje. Leon jim je zlahka odpustil in jim naložil tako malo pokoro, da so ga njegovi uslužbenci grajali zaradi pretirane dobrote. On jim je pa odgovarjal: 
»Moji bratje, ali naj grešnik ne odpušča grešnikom? To bi mogel storiti le, kdor je brez greha. Kje le stoji v evangeliju, da je Zveličar skesanim naložil kazen? Ali ni marveč vedno govoril le: 'Pojdi v miru in ne greši več!'« 

### Vojskujoči se papež
Bruno je bil nekaj časa vojak in častnik v cesarski vojski. 1021, ko je bil še pod orožjem, so ga izvolili za tulskega škofa. Zapovedoval je krdelom pod cesarjem Konradom II. pri njegovem pohodu v Italijo 1026. Ker je bil sam do sebe strogo vojaško urejen, je lahko spravil v red samostane v svoji škofiji, discipliniral duhovščino in uvedel klinijsko reformo. Na Leonovo uspešno papeževanje meče senco le njegovo vojaško delovanje. Sodobnemu človeku je to nekaj nerazumljivega - za tedanje ljudi pa je bilo to nekaj naravnega in samo po sebi umevnega, saj je s tem dodal nove italijanske dežele k Papeški državi. 

Cesar Henrik III. ga je pridobil, da je v zameno za papeško posest v Nemčiji – ki so si jo prisvojili tamkajšnji velikaši – prevzel oblast nad mestom Beneventom, ki je bil Rimu dosti bližji. Mesta pa so polastili Normani, ki so se vgnezdili v Italiji in širili svojo oblast na področja grških Bizantincev v Apuliji in uspeli pregnati celo muslimanske Saracene s Sicilije. Normani so bili sicer prepričani katoličani, vendar obenem nasilni bojevniki. Ko papežu niso hoteli na miren način izročiti posesti, jih je hotel prisiliti z izobčenjem; ko pa to ni pomagalo, se je odločil za spopad. 

Že od začetka 11. stoletja so Normani pri svojem napredovanju opustošili več cerkva in samostanov ter ropali po cerkvenih posestvih. Da bi se zavarovalo pred njihovim zatiranjem, se je mesto Benevent 1051 zateklo k papežu. V povezavi z Grki se jim je skušal zoperstaviti. Šele ko so ga Grki pustili na cedilu, se je obrnil po pomoč na Henrika III. in on jo je bil pripravljen zagotoviti. V zameno za odpoved pravic na Bamberg in Fuldo mu je prisodil Benevent in vojaško pomoč; več škofov pod vodstvom Gebharda pa je ugovarjalo in tako se je večji del pomožnih krdel vrnil v Nemčijo. Toda 18. junija 1053 je pri trdnjavi Civitelli pretrpel hud poraz od nadmočnih in izurjenih Normanov. Tedaj je odšel v tabor zmagovalcev in vsa normanska vojska je na kolenih spoštljivo sprejela njegov blagoslov. Normane je rešil izobčenja in jim svoj Benevent prepustil v fevd. Dejstvo, da je papež prijel za orožje zoper katoliški – čeprav nasilniški narod – je povzročilo splošno negodovanje, kakor tudi poraz na bojnem polju, ujetništvo v Civitelli in večmesečni pripor v Beneventu. Ta čas je pa dobro uporabil: učil se je grščine, da bi bolje razumel spise Vzhodne Cerkve; toda njegovo zdravje se je slabšalo, in umrl je kmalu po osvoboditvi.     

### Vzhodni razkol
V X. stoletju bi se bilo dalo še kaj storiti za ohranitev cerkvene edinosti. Primat so pravoslavci teoretično še priznavali; še v XII. stoletju sta grška kanonista Zonaras in Balsamoni priznavala, da je papež višji kakor carigrajski patriarh. A žalostne rimske razmere v X. stol. niso mogle ugodno vplivati na vzhod. Vzhod je vedno bolj dozoreval za razkol. Mihael Cerularij ga je 1054. brez posebnega truda izvršil in pri tem ni bil orodje državne oblasti, ampak sam je bil tako slavohlepen in oblasten, da je hotel celo cesarja podvreči svoji oblasti  

Odnosi med Rimom in Carigradom so se na verskem področju sčasoma zaostrili, zlasti ko je dal patriarh Kerularij  z diptihov (molitvenih tablic) zbrisati papeževo ime, kar je pomenilo dejansko ločitev. Na vojaško-političnem področju sta se Bizanc in Rim skušala povezati v skupni borbi proti Normanom, vendar so papeža pustili na cedilu v odločilni bitki pri Civitelli. Sovraštvo Grkov se je še stopnjevalo, ko so zvedeli, da se je papež pobotal z Normani, njihovimi najnevarnejšimi nasprotniki. Sodelovanju s papežem je Kerularij nasprotoval že takoj spočetka: dal je zapreti vse latinske cerkve v Carigradu in stopnjeval očitke zaradi resničnih in domnevnih razlik med Cerkvama. Papež Leon je septembra 1053 v zvezi s tem napisal ostro pismo v znamenje protesta zoper nasilje nad katoličani. Na pobudo bizantinskega cesarja sta nato prišla papeška poslanca Humbert in Friderik v Carigrad, da bi razmere pomirila; vendar ni bilo videti več možnosti za sporazum. 16. julija je Humbert z bulo, ki jo je sam sestavil, izobčil Kerularija in njegove pristaše; Kerularij pa je 24. julija 1054 izobčil papeške poslance »in tiste, ki stoje za njimi«, očitajoč rimski Cerkvi kar 28 »zmot«, ki pa so bile večinoma le upravičene liturgične in disciplinske razlike ali sad predsodkov. Tako je prišlo torej 1054 do vzhodnega razkola, ki še vedno traja.
  
Katoliška Cerkev se ni nikoli mogla pomiriti z razkolom. V zadnjem času je okrepila prizadevanje za zbližanje med kristjani zlasti pod svetim papežem Janezom XXIII., ki je želel dati poudarek na dejstva, ki nas zbližujejo in ne na ločnice; na koncil so bili na primer kot opazovalci povabljeni predstavniki vseh krščanskih skupnosti. Izobčenje iz leta 1054 je bilo v zvezi z dogajanji na vatikanskem koncilu 1965 medsebojno preklicano: istočasno v Rimu in Carigradu, ko sta to slovesno storila rimski papež Pavel VI. in carigrajski patriarh Atenagora. Kljub temu ponovnemu zedinjenju med katoliško in pravoslavno Cerkvijo stojijo na poti še vedno mnoge ovire in predsodki.  

Vsekakor pomeni velik korak v zbližanju srečanje med rimskim papežem Frančiškom in ruskim patriarhom Cirilom 12. februarja 2016 na Kubi. 
 

### Rimse odpira vesoljnostikrščanstva
Papež Leon je odpravil krajevni pomen Rimske kurije in vanjo sprejel sodelavce iz različnih evropskih narodov. Okrog sebe je zbral voditelje evropskega cerkvenega obnovitvenega gibanja, ter je z mednarodno sestavo kardinalskega zbora postavil protiutež rimskemu plemstvu, ki je dotlej obvladovalo papeštvo. Med drugimi je imenoval za kardinala Friderika iz Lotaringije, ki je bil poprej leuvenski kanonik, in je pozneje postal papež Štefan IX.; za škrlatnika je postavil tudi benediktinskega redovnika Hildebranda, vnetega zagovornika klinijske prenove, ki je postal papež Gregor VII.; kardinal Humbert de Silva Candida je bil njegova desna roka pri načrtovanju cerkvene reforme; končno pa je usmerjal njegove pisarniške posle kancler Udo. 

Dve tretjini papeževanja je Leon preživel na potovanjih po Evropi in tako osebno usmerjal prenovo; bil je tudi papež, ki je prvi v zgodovini stopil tudi na ogrska tla. Ko je namreč svetorimski cesar oblegal ogrskega kralja Andreja pri Bratislavi, se je v taboru osebno pojavil 1052 papež Leon IX. kot posrednik. Cesar je obljubil umik, če mu bo kralj plačeval davek; ko pa je pozneje prelomil dano besedo, ker so se razmere obrnile njemu v prid, se je razočarani papež umaknil iz kraljestva skupaj s cesarjevo vojsko. 

## Dela
- »Documenta Catholica Omnia« (v latinščini). Cooperatorum Veritatis Societatis. Pridobljeno 6. decembra 2011.

1. Za svetnika je razglasil Gerarda Tulskega, ki [38] je bil nemški škof v Tulu (963–994). [39] in je bil znan po svoji pobožnosti; prizadeval si je vrniti Cerkvi od posvetnih velikašev pokradeno premoženje, ter omejiti vtikanje posvetnih oblasti v cerkvene zadeve. Papež Leon je svojega škofovskega prednika razglasil za svetnika 21. oktobra 1050 v Rimu. [40] [41]
2. Leon IX. je imenoval 26 kardinalov v 4 konsistorijih. [42]
3. Leta 1050 je na rimski sinodi obsodil novo herezijo, ki jo je učil Berengar iz Toursa, arhidiakon v Angersu, človek poln samoljubja in ljubitelj novotarij, ki je pridigal zoper skrivnost transsubstanciacije med sveto mašo [43]
4. Leta 1052 je posredoval za mir med svetorimskim cesarjem in ogrskim kraljem Andrejem II., ter uporabil to priložnost za sklic sinode v Bratislavi. [28]
5. Leon je bil zelo zaseden z delom; ponižni in pobožni papež je imel za geslo svetopisemske besede: Misericordia Domini plena est terra [44] [45]

### Navedki
Verujem in razglašam, da duša ni del Boga, ampak da je bila ustvarjena iz nič, in da je brez krsta podvržena izvirnemu grehu. 
Da se ne razširi razuzdana samovoljnost umazane pohotnosti, je potrebno, da jo brzda primerna graja apostolske resnosti, in da človek obenem poskuša uresničiti kako dejanje strogosti.
„Jezus se je rodil v času z razumno dušo, v moči Svetega Duha, od Marije vedno device; ima dvojno rojstvo: eno večno od Očeta, drugo časovno od matere.“  

## Smrt in spomin

### Smrt
Ko so Normani vdrli v južni del Italije 1053, tam ropali in požigali ter strahovali mirno prebivalstvo, jim je papež Leon napovedal vojsko z nemškimi in laškimi najemniškimi vojaki. V vojskovanju pa ni bil tako uspešen kot v cerkvenih zadevah ter so ga Normani temeljito porazili ter ujeli in imeli zaprtega 9 mesecev. Pomoč, ki so jo obljubili Bizantinci zoper Normane je namreč izostala in so papeža pustili na cedilu. Pozneje se je napotil v normanski tabor in sklenil z njimi sporazum: Benevento priznajo Papeški državi, vendar ga bo papež dal v fevd Normanom. Ko so to zvedeli Bizantinci, papežu tega niso mogli odpustiti in je tudi ta dogodek vplival na poznejše medverske napetosti ter pripeljal do preloma 1054. 

Leon je bil zaseden z delom od jutra do večera, vendar je Božja previdnost poskrbela tudi za to, da je lahko v zadnjem letu svojega življenja imel več časa na razpolago za ukvarjanje s svojo dušo in s pripravo na smrt. Za to je bilo ujetništvo kaj primerno, saj je imel časa na pretek. Veliko je molil in premišljeval in se še bolj pokoril kot doslej. Nosil je grob raševnik, spal le nekaj ur; namesto postelje mu je služil rogoznik, namesto vzglavja pa kamen.

Nevšečnosti prestanih potovanj, težavni boji z lakomnostjo knezov, s kljubovanjem velikašev, s častiželjnostjo prelatov in upornost poročenih duhovnikov je izčrpala njegove sile. Neka potuhnjena bolezen je pustila na njem sledove in začutil je, da se mu bliža konec.  S papežem so zmagovalci sicer ravnali spoštljivo in obzirno, vendar se je 1054 njegovo zdravje v ujetništvu poslabšalo, morebiti zaradi mrzlice; takrat so ga na njegovo željo prenesli na nosilnici v Rim, v Lateran.

Leon IX. se je dolgo pripravljal na smrt; spal je s svojo trugo v spalnici. Ko je spoznal, da se mu bliža konec, se je dal prenesti na nosilnici iz Lateranske palače k Sv. Petru, kjer ga je pričakovala njegova kamnita grobnica. Leon se je vrgel na sarkofag, in po pričevanju očevidca Libuina, »se je pokrižal z znamenjem svetega križa in molil, da bi se mogel na dan povračila prikazati pred prestolom vstajenja. Vpil je v nemščini, kakor ga je naučila mati: 
| Nemško besedilo (Job 19, 25 – Luter 1545)                                                | Slovenski prevod (Wolfova Biblija 1856–1859)                               |
| ---------------------------------------------------------------------------------------- | -------------------------------------------------------------------------- |
| "Aber ich weis das mein Erlöser lebet vnd er wird mich hernach aus der Erden auffwecken" | " Vem namreč, de moj odrešenik živí, in poslednji dan bom vstal iz zemlje" |

18. aprila je v navzočnosti mnogih duhovnikov in vernikov prejel poslednje zakramente. Še preden je v Carigradu prišlo do medsebojnega izobčenja, je Leon IX. v Rimu 19. aprila 1054 umrl.  Poročajo, da so na dan njegove smrti začeli zvoniti zvonovi pri Sv. Petru sami od sebe; mnogi pa so pravili, da so ga videli, kako se v spremstvu angelov dviga v nebesa. Že za časa življenja so mu pripisovali več kot petsto čudežev. 

Leonu IX. so po njegovi smrti priznali, da je bil uspešen voditelj ljudi in zvest prenovitelj Cerkve.  

### Češčenje
Ljudstvo ga je častilo kot svetnika – celo nasilni Normani – že za časa življenja. Širili so se glasovi o mnogih čudežnih uslišanjih. Zato ga je po njegovi smrti prištel k svetim 1082 v Rimu Gregor VII.. 

Njegova svetniška znamenja so: papeška oblačila, tiara, knjiga in križ. Poleg vesoljne Cerkve ga še posebej častijo: Benevento, Colliano, Guardia Lombardi in Sessa Aurunca. 

Papež Leon IX. je še posebej zavetnik glasbenikov, orglarjev in pevcev. 

Truplo počiva od 1606 na oltarju v levem prehodu Vatikanske bazilike, ki je sedaj posvečen križanju sv. Petra. Še prej pa mu je 1087 postavil Viktor III. posvečen oltar med Porta d'argento (Srebrna vrata) in Porta di Ravenna (Ravenska vrata). Rimski martirologij pravi za 19. april o njem: 
| Italijansko besedilo (Martyrologium Romanum)                             | Slovenski prevod (Rimski martirologij)                                     |
| ------------------------------------------------------------------------ | -------------------------------------------------------------------------- |
| "A Roma san Leone nono, Papa, insigne per gloria di virtù e di miracoli" | "V Rimu sveti Leon Deveti, papež, odličen po slavnih čednostih in čudežih" |

### Beneventose ga spominja še danes
Da bi obrzdal zahteve Normanov na mesto Benevento, ki ga je cesar podaril njemu, je krenil z vojsko, da bi ga obranil. Takrat so ga njegovi nasprotniki ujeli, ter ga spremljali do Beneventa, »città fedele e familiare a Pietro apostolo« kjer je bival okoli devet mesecev, in postal znamenje češčenja in spoštovanja. Ko se je 1054 vrnil v Rim, je po kakem mescu dni zbolel. Pred smrtjo je omenil in blagoslovil mesto, ki ga je gostilo. Benevento je postavil v njegovo čast cerkev in 1770 razglasil sv. Leona za sozavetnika mesta. 

### Grob
Najprej so ga pokopali v vzhodni zid pri cerkvi Sv. Petra, čisto zraven oltarja sv. Gregorja Velikega, njegove relikvije pa so shranili tam 1087. Njegov izvirni epitaf pravi:
| latinsko besedilo                                                           | Slovenski prevod                                                                                     |
| --------------------------------------------------------------------------- | --- |
| VICTRIX ROMA DOLET NONO VIDVATA LEONE, EX MULTIS TALEM NON HABITURA PATREM. | Zmagoviti Rim žaluje, ko je ovdovel za devetim Levom od mnogih bodočih ne bo imel kmalu takega očeta |

### Vumetnosti
Pisatelj Schneider je napisal novelo o papežu Leonu IX.. V njej je zvesto povzel zgodbo po starih virih iz 11. stoletja in mojstrsko razčlenil takratne razmere. V zgodbi odseva resnično mnenje sodobnikov o papežu. V zgodbi Peti kelih beremo, kako je sveti mož iz hudega poraza v boju z Normani vendarle napravil koristno mirovno pogodbo. 
Od severa do juga Italije se je raznesel glas, da se je sveti oče končno le vzdignil na vojsko zoper osovražene Normane. Le redkim je bilo na misli, kako je za ponižnega naslednika apostolov malo primerno, da je iz Nemčije, kjer je s cesarjem Henrikom III. obhajal miru posvečene božične praznike, privedel s seboj krdelo vitezov in da bo njim na čelu šel z mečem nad Normane. Zvečine so pač sodili, da papež ne sme pustiti Beneventa, ki ga je Cerkvi prepustil pobožni cesar, da ostane plen brezvestnih normanskih roparjev…
Papežu pride naproti nadškof Janez iz Salerna, in mu napoveduje, da je v sanjskem videnju gledal hud poraz papeške vojske in ga torej posredno svari pred spopadom. Papež pa meni, da se boju ne more izogniti, kakor mu je že zoprn; zato nadškofu odgovori:
»Bog ti povrni, dragi brat! Zdaj gledam tudi jaz razločneje v prihodnost in se ne plašim pred njo. Sanje so večkrat podoba, ki kaže, kaj nam Bog hoče povedati. Glej, brat moj, zdaj teče peto leto mojega pontifikata. Mislim, da je zadnje. Zakaj? Ko sem v Rimu prevzel breme papeške službe, sem v sanjah zagledal apostola Petra, ki mi je dal v roke pet kelihov z grenko pijačo in mi naročil, naj poskusim. Okus je bil grenak, pijača pa je bila močna in zdravilna, edino pravo okrepčilo, da nisem omagal. Kar vem: štiri leta že pijem, vsako leto iz novega keliha bridkosti in letos je na vrsti zadnji kelih. V teh letih sem spoznal, kako trpinčijo Odrešenika z nečistostjo, sovraštvom, upornostjo, z napuhom in grabežljivostjo. Taki grehi zakrivajo svetlo obličje Gospodovo, ki ga skušam ljudem spet odgrniti. Znano ti je, kaj se je dogajalo na sinodi v Padovi. Name je letelo kamenje, zadevale so me puščice. Nastavil sem se jim, da bi zadele mene, saj na zemlji zastopam svojega Učenika in Gospoda. Mojih ustnic se zdaj dotika zadnji kelih…« 
Po porazu je zvedel, da bodo Normani ustavili boj, če dobe v oblast njega – svetega očeta. Ko so poslanci odšli skozi vrata, je boj, ki je bil začel spet besneti, na mah prenehal. Papež je z navzočimi duhovniki takoj šel na pot in je delil odvezo umirajočim ter blagoslavljal mrliče. Na gričku so ga čakali trije normanski grofje: Umfred, Robert in Rihard, za njimi pa izbrana četa vitezov. Pogled cerkvenega poglavarja jih je objel, njegova roka se je dvignila v pozdrav, nakar je spregovoril:
»Mislili smo z bojem Bogu služiti, pa smo bili poraženi. Bog je naklonil zmago vam, čeprav ste ropali in skrunili svetišča. Obojni se iz tega učimo velikodušnosti. Zdaj nam Bog ponuja uro sprave, pokore in molitve, in zdaj vas odvezujem izobčenja v njegovem imenu. Rotim vas, da stopite na pot zadoščevanja in se vrnete v ljubeče Božje naročje.« Na njegov namig so bližnji Normani pokleknili in v ozadju vsa vojska, ki se je v krogu razvrstila ob griču. Po odvezi je bilo slišati vzdihe olajšanja. »Meni, ki sem brez orožja, je dana moč ljubezni in jo vam naznanja moj blagoslov.« Grof Umfred je vidno pretresen spregovoril: »Res je, sveti oče, da smo mnogo grešili, to hočemo popraviti. Že v tem boju nismo iskali plena in morije, ampak svojo pravico. Daj nam beneventsko vojvodstvo v fevd. Tam bodi ti vladar, mi pa tvoji služabniki.« Papež je zdaj grofa objel in ukazal kanclerju Hildebrandu, naj se z grofi dogovori glede pogodbe… 

## Slikovna zbirka
- Grad Egisheim
- Sveti Leon IX. in sv. Dagobert v Egisheimu
- Leon IX. – upodobljen v sodobnem rokopisu
- Leon IX. – obraz in grb – upodobljena na razglednici
- "Sveti Leon IX. "
- Matična šola Sveti Leon IX. v Sessa Aurunca

## Ocena
- Leona so imeli že pred smrtjo za svetnika in mu pripisovali mnogo čudežev. Gotovo je po svojem brezmadežnem življenju, po silnem zaupanju v Boga, po človeški dobroti in blagih namenih med najprikupnejšimi osebnostmi v cerkveni zgodovini, ki človeške veličine ne meri samo po doseženih zmagah, ampak po spolnjevanju Božje volje. [36]
- Montekasinski opat Daufer, poznejši papež Viktor III., je Leonovo komaj petletno vladanje označil takole: »Po njem se je prenovilo vse cerkveno delovanje; po njem je svetu zasijala nova luč; v njem je žarela neutrudnost apostola Pavla in ljubezen evangelista Janeza. Njegovo delo je pripravljalo prenovo papeških volitev 1059, ki je enkrat za vselej onemogočila ponovitev žalostnega dogodka iz leta 1033, ko so bili trije papeži. Brez njegovega papeževanja bi komajda mogla zasijati doba Gregorja VII. [57]